# Cercle de Braaid

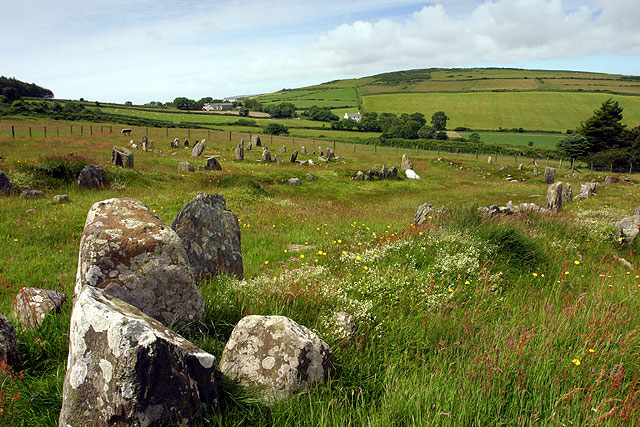
Vue sur le cercle de Braaid (sheading de Marown)

Le cercle de Braaid, aussi dénommé site de Braaid, est un site circulaire localisé dans la paroisse de Marown (île de Man) et constitué de fondations en pierres de trois fermes de types celtiques et norrois. Le cercle délimitant le site est le mur d'une propriété caractéristique du début du christianisme, même s'il lui est probablement postérieur.